# Cornelis Saftleven
Cornelis Saftleven, född 1607 eller 1608 i Gorkum, död 1681 i Rotterdam, var en nederländsk konstnär. Han var son till Herman Saftleven den äldre och bror till Herman Saftleven den yngre.
Saftleven utbildade sig hos fadern, men tog även intryck av Adriaen Brouwer och David Teniers den yngre. Han var verksam i Rotterdam och troligen en period i Antwerpen. Bland hans motiv märks genremåleri, landskap, historiemåleri, religiösa motiv samt porträtt.